# Тирамису
Тирамису (са италијанског језика, пише се tiramisù, што значи „покупи ме” или „развесели ме”) је италијански десерт са укусом кафе.
Направљен је од пишкота умочених у кафу, слојевито слаганих са смесом од улупаних јаја, шећера и маскарпоне сира у коју се додаје какао. Рецепт је прилагођен многим врстама колача и других посластица. Његово порекло се често спори међу италијанским регионима Венето и Фурланија-Јулијска крајина.

## Историја
Верује се да је тирамису измишљен 1960-их или 1970-их, али где и када тачно није јасно.
Рецепти названи "тирамису" нису познати у куварима пре шездесетих година 20. века. Та реч се јавља у званичној употреби у италијанском 1980. и у енглеском 1982.
Једни кажу да је порекло тирамисуа 1960. на подручју покрајине Венето, Италија, у ресторану "Le Beccherie" у Тревизу. За колач се тврди да га је први креирао посластичар Роберто Лингуаното, власник „Le Beccherie“.
Други тврде да је створен крајем 17. века у Сијени у част великог војводе Козима III.
Постоје докази о сличном полусмрзнутом десерту под именом "тиремесу" служеног у ресторану Vetturino restaurant на територији Фурланије још 1938.
Постоји вероватноћа да је рецепт за тирамису можда настао као варијација другог слојевитог десерта, Zuppa Inglese.
Спомиње се у кувару из 1983. године посвећеном кувању Венета.
Тирамису је сличан другим посластица, посебно са Charlotte која се у неким верзијама састоји од баварског крема окружене пишкотама и покривене слатком павлаком; торински колач (dolce Torino), који се састоји од пишкота натопљених розолио ликером и намазом од путера, жуманца, шећера, млека и тамне чоколаде; и баварска Ломбарда, чији је сличан састав пишкота и жуманца (додуше куваних). У Баварској се такође користе маслац и розолио, али не и крем од маскарпонеа као ми кафа.
Интересовање за тирамису у Сједињеним Државама повећало се 1993. године када је протагониста Тома Ханкса у комедији Бесани у Сијетлу чуо за њега само као мистериозну ствар коју су модерне жене волеле.
Понекад се тврди да тирамису има дејства афродизијака и да је служен у јавним кућама у Тревизу.
Министарство пољопривреде, прехране и шумарства Италије је 29. јула 2017. године тирамису уписало на листу традиционалних фурланско-јулијских пољопривредно-прехрамбених производа у регији Фурланија-Јулијска крајина.

## Оригиналне карактеристике
Традиционални тирамису садржи кратку листу састојака: пишкоте, жуманца, шећер, кафа, маскарпоне сир, какао у праху и понекад ликер.
Оригинални облик овог колача је округао, мада облик пишкоти такође омогућава употребу правоугаоне или квадратне посуде. Међутим, често се саставља у округле чаше, које приказују различите слојеве, или пирамиду. Савремене верзије могу да имају додатак шлага у комбинацији са маскарпоне кремом. Ово чини јело лакшим, гушћим и више пенушавим. Међу најчешће алкохолне промене спада додавање Marsala ликера. Колач се обично једе хладан.
Друга варијација укључује припрему крема са загрејаним јајима (да би била стерилна), али не толико да се јаја скувају. Временом су, замењујући неке састојке, углавном кафу, настале бројне варијанте као што су тирамису са чоколадом, амаретом, бобичастим воћем, лимуном, јагодом, ананасом, јогуртом, бананом, малином и кокосом. Они се, међутим, не сматрају истинским тирамисуом, јер ове варијације само деле слојевитост као карактеристику тирамисуа.
Постоје бројне варијације тирамисуа. Неки кувари користе друге колаче или слатки хлеб са квасцем, као што је панетоне, уместо пишкота. Пекари који живе у различитим италијанским регионима често расправљају о употреби и структурним квалитетима употребе других врста колачића, попут павесинија, на пример, у рецепту. Користе се и друге смеше сира, неке садрже сирова јаја, а друге уопште не садрже јаја. Вино Марсала се може додати у рецепт, али га често замењују други ликери и у кафи и у мешавини сира, укључујући тамни рум, Мадеиру, порт, ракију, Малибу или ирску крему и посебно ликере са укусом кафе попут Tia Maria и Kahlúa. Disaronno се такође често користи за појачавање укуса тирамисуа.